# 1177
Cette page concerne l'année 1177  du calendrier julien.
L'année 1177 est une année commune qui commence un samedi.

## Événements
- 1er juin : échec du complot de Shishigatani contre les Taira au Japon[1]. Les relations entre l'empereur retiré Go-Shirakawa et le clan Taira sont très tendues, et l’ancien empereur tente un coup d'État pour renverser le Daijō-daijin (premier ministre) Taira no Kiyomori.

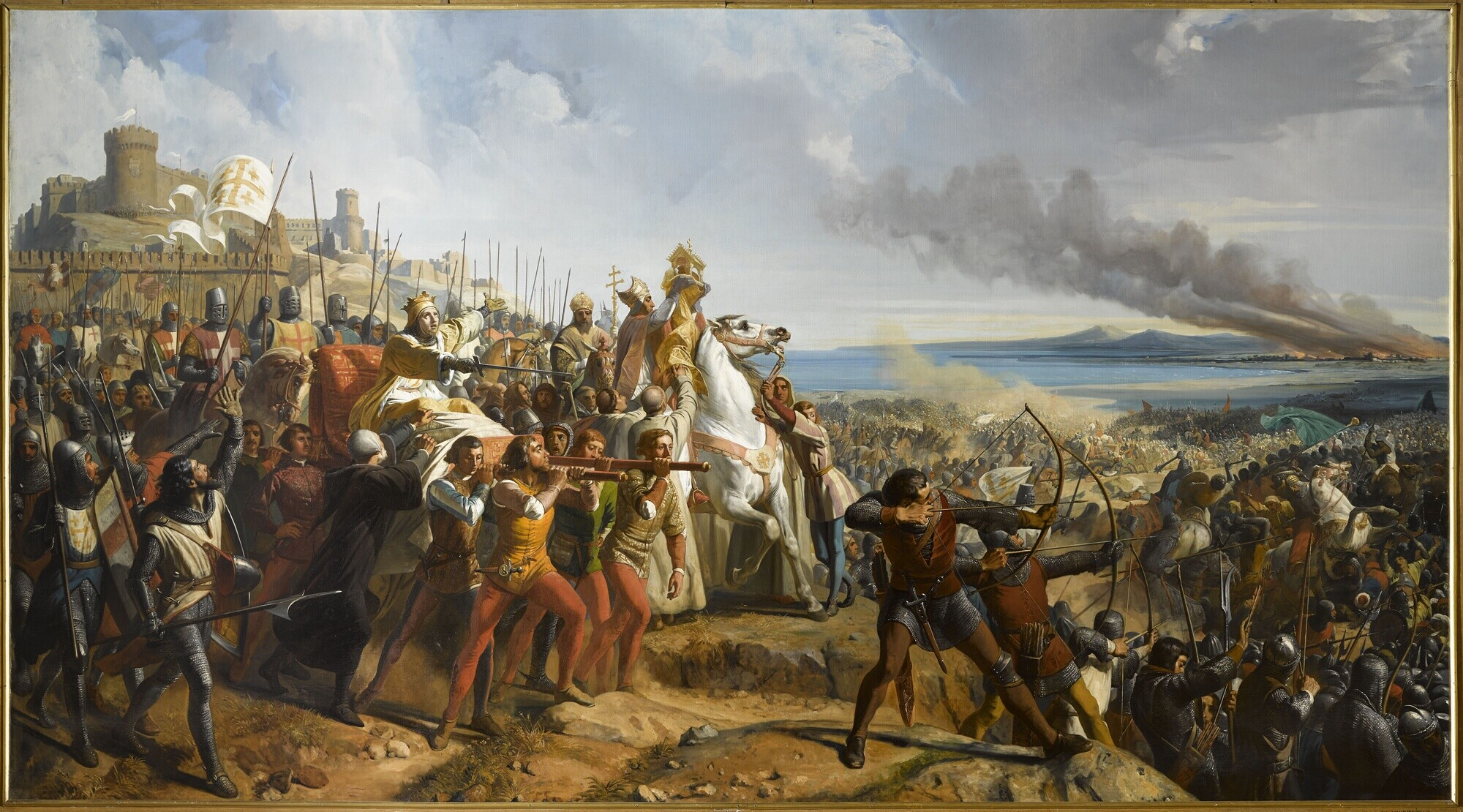
25 novembre : bataille de Montgisard.

- 1er août : arrivée de Philippe de Flandre à Acre[2]. Le royaume de Jérusalem est menacé, après le recul des byzantins en Asie Mineure au nord et par les raids terrestres et maritime des ayyoubides au sud. Les demandes de secours adressées à l’Occident amènent en Terre sainte un groupe de chevaliers sous Philippe de Flandre, croisé inefficace, désireux surtout d’intervenir dans les querelles autour du pouvoir. Il rentre en Flandre en octobre 1178.

- 25 novembre : en Orient latin, victoire des Francs du Royaume de Jérusalem contre une armée de Saladin à la bataille de Montgisard. Baudouin le Lépreux, roi de Jérusalem, conclut une trêve (fin en 1179)[3].

- Conflits des Khmers avec les Chams, qui saccagent la capitale, Angkor après avoir remonté le lac Tonlé Sap[4] : premier pillage d'Angkor.

### Europe

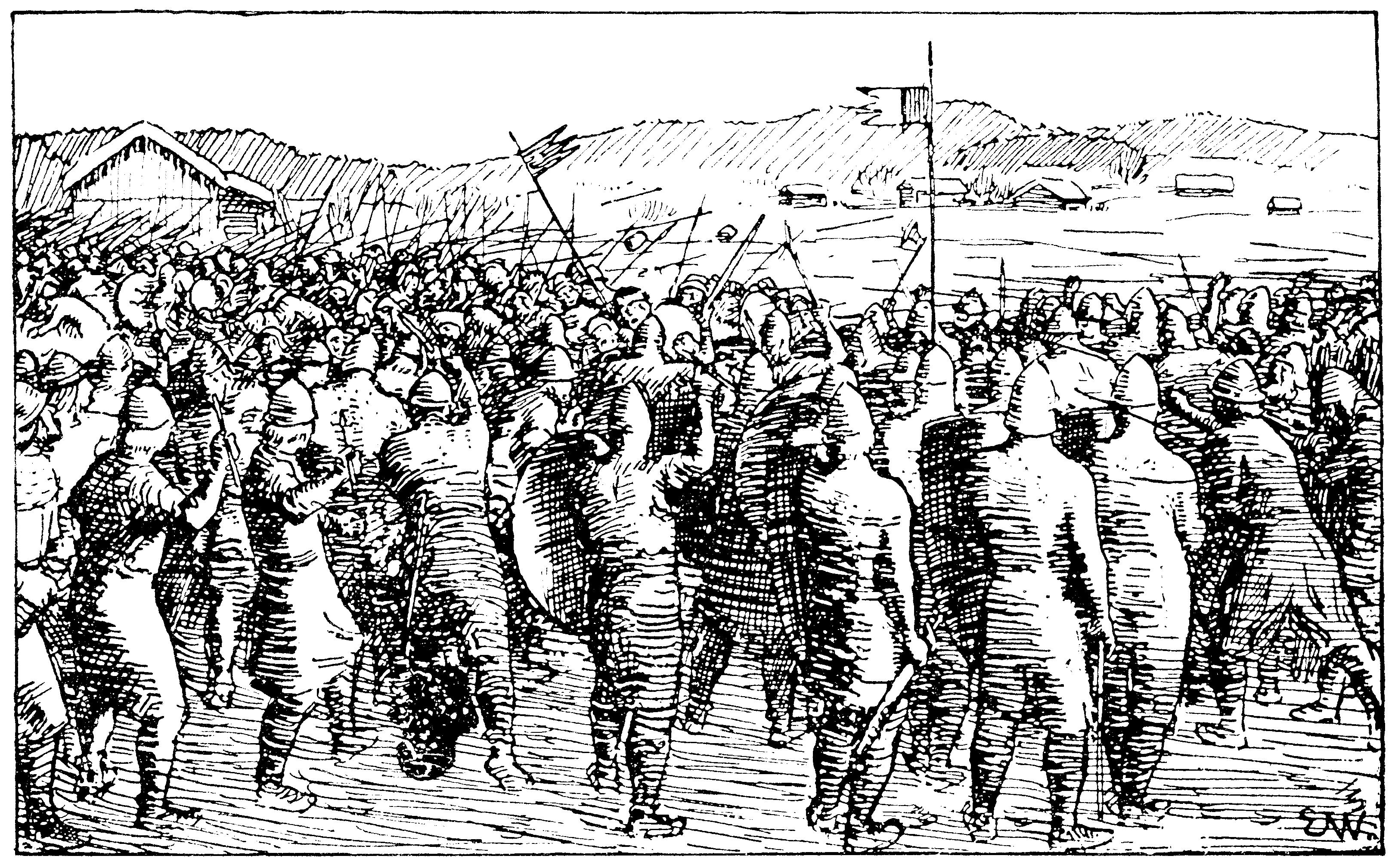
Janvier :

- Janvier : défaite des Birkebeiner à la bataille de Re (ru), dans le Vestfold[5]. Magnus V de Norvège élimine le prétendant au trône Eystein Eysteinsson.
- 1er février, Irlande : le chevalier normand Jean de Courcy, parti de Dublin avec 30 chevaliers et 300 piétons, s’empare de Downpatrick, capitale du royaume d’Ulidia en Ulster[6]. Peu après il construit un château à l’emplacement de Belfast.
- 10 mars : Sverre Sigurdsson prend le titre de roi de Norvège[5].
  - Le synode des évêques de Norvège essaye d’imposer une Constitution et d’établir des normes précises pour régler le problème de la succession royale. Mais les désordres recommencent de plus belle. Sverre Sigurdsson, un ancien prêtre prétendant au trône, prend la tête d’un clan de proscrits, les Birkebeiner (« jambes de bouleau »). Il refuse d’accepter les décisions politiques prises sous la pression de l’Église et se fait proclamer roi de Norvège à Nidarós en 1178.
- 12 juillet : le roi Henri II d'Angleterre autorise la création d'un cimetière juif dans chaque ville du royaume, hors des murs[7].

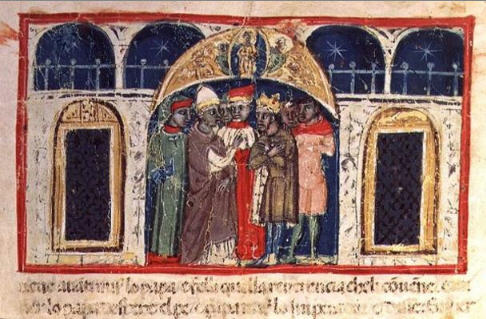
24 juillet : paix de Venise.

- 24 juillet : Frédéric Barberousse et le pape Alexandre III signent la paix de Venise consacrant l’autorité du pape, qui accorde un large pardon aux schismatiques (ratifiée le 15 août)[8]. Barberousse abandonne son antipape et reconnaît Alexandre III mais continue à contrôler les élections épiscopales en Allemagne et refuse de rendre à la papauté l’héritage de Mathilde de Toscane.

- 21 septembre : Alphonse VIII de Castille prend Cuenca[9].
- 27 septembre : le pape Alexandre III adresse une lettre au roi Jean, probablement éthiopien, qu’il appelle « roi des Indes »[10].
- Septembre : lettre de Raymond V de Toulouse à l’abbé de Cîteaux dénonçant les progrès des cathares[11].

- Moscou est dévastée par le prince de Riazan[12].
- Mieszko III de Pologne est déposé pour despotisme par les habitants de Cracovie. Son jeune frère Casimir II le Juste devient duc de Pologne[13].
- Début de la construction du pont Saint-Bénézet à Avignon (fin en 1185)[14].